# HD 202206 b
HD 202206 b es un objeto subestelar que orbita la estrella HD 202206, situada aproximadamente a 151 años luz del sistema solar, en la constelación de Capricornus. En 2016 aún no estaba clara la clasificación de este objeto como un planeta extrasolar o una estrella enana marrón. Con una masa de al menos 17,4 veces la de Júpiter, supera el límite de aproximadamente 13 masas requerido por un objeto para sostener la fusión del deuterio en su núcleo. El criterio de fusión del deuterio es utilizado por el Grupo de Trabajo de la IAU sobre Planetas Extrasolares para definir la frontera entre planetas gigantes y enanas marrones, por lo que bajo este criterio el objeto HD 202206 b sería una enana marrón. Por otro lado, simulaciones de formación de planetas por acreción del núcleo muestra que objetos de hasta 25-30 masas de Júpiter pueden ser producidos de este modo, y por lo tanto el objeto puede ser potencialmente considerado como planeta.